# 小行星8866
小行星8866（英語：8866 Tanegashima）是一颗围绕太阳公转的小行星。1992年1月26日，M. Mukai、M. Takeishi在鹿儿岛市发现了此天体。
这颗小行星的绝对星等为110.10313等。